# Prosoplus vexatus
Prosoplus vexatus là một loài bọ cánh cứng trong họ Cerambycidae.